# Liste der Untersuchungsausschüsse des Thüringer Landtags
Im Folgenden werden sämtliche Untersuchungsausschüsse des Thüringer Landtags aufgelistet. Dabei wird eine Unterteilung nach den einzelnen Legislaturperioden vorgenommen um eine gute Lesbarkeit zu gewährleisten. Weiter wird der Ausschuss namentlich benannt, sein Untersuchungsauftrag erwähnt und der Zeitraum, in der seine Beratungen stattfanden, aufgelistet. Im Landtag von Thüringen werden die Untersuchungsausschüsse in jeder Wahlperiode nummerisch benannt, beispielsweise 1/1, 1/2. Die erste Zahlenangabe benennt die Wahlperiode und die zweite Zahl die Nummer des jeweiligen Untersuchungsausschusses.  Das Land Thüringen hat diese Zählweise von den Landesparlamenten Hessens, Bayerns und Rheinland-Pfalz im Zuge der Wiedervereinigung, in der sog. Verwaltungspartnerschaft, übernommen.

## 1. Wahlperiode (1990–1994)
- Untersuchungsausschuss 1/1 „SED-Regime“ (1991–1994)
- Untersuchungsausschuss 1/2 „Eichsfeld-Bau GmbH“(1991–1993)
- Untersuchungsausschuss 1/3 „Vorgänge um die Hotels Thüringen I und II“ (1992–1993)

## 2. Wahlperiode (1994–1999)
- Es gab keinen Untersuchungsausschuss.

## 3. Wahlperiode (1999–2004)
- Untersuchungsausschuss 3/1 „Förderrichtlinien“ (2000–2004)
- Untersuchungsausschuss 3/2 „Thüringer Straßenwartungs- und Instandhaltungsgesellschaft mbH (TSI)“ (2000–2004)
- Untersuchungsausschuss 3/3 „Landesamt für Verfassungsschutz“ (2001–2003)
- Untersuchungsausschuss 3/4 „Bewusste Fehlinformation im Innenausschuss am 10. Dezember 2003“ (2004)

## 4. Wahlperiode (2004–2009)
- Untersuchungsausschuss 4/1 „Hotelförderung“ (2005–2009)
- Untersuchungsausschuss 4/2 „TIB-Industriebeteiligungen“ (2005–2009)
- Untersuchungsausschuss 4/3 „Flughafen Erfurt“ (2006–2009)
- Untersuchungsausschuss 4/4 „Fernwasser“ (2007–2009)

## 5. Wahlperiode (2009–2014)
- Untersuchungsausschuss 5/1 „Rechtsterrorismus und Behördenversagen“ (2012–2014)
- Untersuchungsausschuss 5/2 „V-Leute gegen Abgeordnete“ (2013–2014)

## 6. Wahlperiode (2014–2019)
- Untersuchungsausschuss 6/1 „Rechtsterrorismus und Behördenversagen II“ (ab 2015)
- Untersuchungsausschuss 6/2 „Aktenlager“ (ab 2015)
- Untersuchungsausschuss 6/3 „Lauinger-Affäre“ (ab 2016)

## 7. Wahlperiode (2019–2024)
- Untersuchungsausschuss 7/1 „Mafia-Untersuchungsausschuss“
- Untersuchungsausschuss 7/2 „Treuhand in Thüringen“
- Untersuchungsausschuss 7/3 „Politisch motivierte Gewaltkriminalität“
- Untersuchungsausschuss 7/4 „Postenaffäre“

## 8. Wahlperiode (ab 2024)
- Untersuchungsausschuss 8/1 „Corona-Maßnahmen in Thüringen“ (ab April 2025)
- Untersuchungsausschuss 8/2 „Untersuchung, Aufklärung und Beurteilung der Amtsführung des Präsidenten des Amts für Verfassungsschutz und weiterer Verantwortungsträger im Zusammenhang mit dem „Kramer-Komplex““ (ab Juni 2025)